# Liguilla Pre-Libertadores de América de 1982
La Liguilla Pre-Libertadores de América de 1982 fue la novena edición del Torneo Liguilla Pre-Libertadores de América, correspondiente a la temporada 1982 del fútbol uruguayo. A pesar de ello, el torneo se disputó durante enero de 1983, tal cual era habitual.
La función del torneo era encontrar a los equipos clasificados para la próxima edición de la Copa Libertadores de América. Por primera vez, el Club Nacional de Football logró el título de la competición.

## Participantes
A la Liguilla clasificaban los 6 mejores ubicados del campeonato uruguayo. En esta edición, no participó el Club Atlético Peñarol (quien era además el campeón uruguayo), debido a que era el campeón de la Copa Libertadores 1982, por lo tanto ya estaba clasificado a la próxima Copa Libertadores.
Los clasificados fueron por lo tanto, los 6 siguientes posicionados del Uruguayo: Nacional, Defensor, Bella Vista, Montevideo Wanderers, Sud América y Danubio (en ese orden).

## Posiciones
| Puesto | Equipo      | Pts | PJ | PG | PE | PP | GF | GC | Dif |
| ------ | ----------- | --- | -- | -- | -- | -- | -- | -- | --- |
| 1°     | Nacional    | 9   | 5  | 4  | 1  | 0  | 7  | 2  | 5   |
| 2°     | Wanderers   | 6   | 5  | 2  | 2  | 1  | 8  | 5  | 3   |
| 3°     | Bella Vista | 5   | 5  | 1  | 3  | 1  | 5  | 4  | 1   |
| 4°     | Defensor    | 4   | 5  | 1  | 2  | 2  | 3  | 5  | -2  |
| 5°     | Sud América | 4   | 5  | 1  | 2  | 2  | 6  | 9  | -3  |
| 6°     | Danubio     | 3   | 5  | 1  | 1  | 3  | 1  | 5  | -4  |

|  | Campeón.                                             |
|  | Clasifica al repechaje por la segunda clasificación. |

| Uruguay                                     |
| Campeón Liguilla 1982 Nacional 1.er título. |

### Plantel del campeón
Rodolfo Rodríguez, Carlos Torales, Óscar Aguirregaray, José Hermes Moreira, Víctor Espárrago, Washington González, Alberto Bica, 
Rodolfo Abalde, 
Wilmar Cabrera, 
Ricardo Perdomo, 
Jorge Villazán, 
Arsenio Luzardo y
Milton Da Cruz. Director técnico: Juan Masnik.

### Desempate por la segunda clasificación
Wanderers, como segundo de la Liguilla, y Defensor, definieron la segunda clasificación.
|                                          | Wanderers | 1:1 | Defensor |  |  |
| Ganó Wanderers 4:1 en tanda de penaltis. |           |     |          |  |  |

Wanderers segundo clasificado a la Copa Libertadores 1985.

## Clasificados a laCopa Libertadores 1983
- Nacional
- Wanderers
- Peñarol (campeón de la Copa Libertadores 1982)